# Большое Червонное
Червонное — деревня в Смоленском районе Смоленской области России. Входит в состав Пионерского сельского поселения. По состоянию на 2010 год постоянного населения не имеет.
Расположена в западной части области в 16 км к юго-западу от Смоленска, в 16 км южнее автодороги А141 Орёл — Витебск, на берегу реки Ластовка. В 22 км севернее деревни расположена железнодорожная станция Дачная-1 на линии Смоленск — Витебск.

## История
Сведения для описания села Червонное и его прихода.
Село
Червонное; приход Червоновский, Букинской и Погостских волостей Краснинского
уезда и Хохловской и Кощинской волостей Смоленского уезда. Село Червонное 5
класса. Расстояние села Червонное от г. Смоленска в 25 верстах, от уездного
города Красного в 35 верстах, от почтовой станции Корытино в 15 верстах, от
железной дороги г. Смоленска в 25 верстах.
Ближайшие
соседние села  Краснинского уезда:
Голосово в 6 верстах, Букино в 5 верстах, Максимовское в 8 верстах;  Смоленского уезда: Моготово в 7 верстах и
Хохлово в 15 верстах. Граница соседней Могилевской губернии в 20 верстах.
Почтовый адрес: почтовые станции Корытня через Букинское волостное правление.
Домов в селе всего 35. Жителей в нём мужского пола – 124 и женского пола 119
человек. Общественное здание в селе Червонное имеется одно – одноклассная
церковно-приходская школа, устроенная в 1896 году. Здание школы удобное,
обширное и прочное. Жители с. Червонное состоят из духовных, мещан и крестьян.
Духовных муж. Пола – 6 и жен. – 9. Мещан муж. 8 и жен. 7. Крестьян муж. 109 и
жен. 103.
Приход с.
Червонное протянулся длинной и узкой полосой, которая в длину 14 верст, а в
ширину от 4 до 5 верст. Деревень и отдалённых поселений в приходе с. Червонное
30. По количеству дворов деревня по большей части небольшая: от 3 дворов и до
12. Одна деревня есть в 50 дворов и две по 30 дворов. …………………………………
На поверхности прихода встречаются ….. холмы, горы и долины. Но преобладают горы и холмы. Преобладающая почва суглинок, но местами есть и чернозёмная почва, хотя такой почвы очень мало. В общем земля плодородна. Почва во всем приходе – глина, местами красная с песком, а местами какая –то особая глина белая, которой  крестьяне внутри белят хаты и печи.  Во всем приходе рек много, а небольших речек и ручьев множество, так же много рек, на которых установлены мельницы, местами попадаются и болота. Потому и …. В данной местности изобилие. Раньше было  в данной местности много леса, но теперь под лесом несколько десятков десятин во всем приходе. Преобладающие породы леса: берёза и осина, ель и сосна в приходе редкость. Масса встречается молодых дубов, а взрослых уже мало, так как они хищнически  истребляются населением, так что не управляются расти. Можно думать да и говорят старики, что эта местность когда-то изобиловала дубами, замечательной толщины и высоты, а теперь остались одни пни. Из ягодных растений встречаются: земляника, лесная клубника и малина, но ягоды и растения с каждым годом исчезают.
Вольных
лугов в приходе мало, в особенности у крестьян, сена у крестьян всегда
недостаток, так как чтобы луга, которые жнутся не заливные и урожай на
них небольшой.  Трава-ли на лугах для
корма скота удобная: полезная и скот охотно ест. Правда местами попадаются луга
с травой, которая в данной местности называется гуетиной, эту траву скот не
ест, но такой травы немного.
Из хищных
животных встречаются только волки, до и то их мало, по большей части они
заходят сюда из других мест, а именно из лесов, которые вырубаются. Т.к. волки
перебегают только через окрестности прихода, то и случаи нападения их на скот
редки, а на людей и вовсе не нападают.
Исчезающих животных в данной местности вовсе нет.
Общее число
душ в приходе 2502, муж. пола 1269, женского
- 1233. Все коренные жители Червоновского прихода принадлежат к
великорусскому племени. Встречаются и из других племен, как например поляки,
евреи  и …цы, но они временно проживали в
качестве арендаторов или в качестве торговцев.
По сословиям
прихожане разделяются на
1.
дворян, по количеству муж.пола-34, жен.-29,
2.
духовных муж. – 44, жен.-9
3.
мещан муж.-55,жен-55
4.
крестьян муж.-1164, жен.-1170
Выдающихся
деятелей  и влиятельных лиц в настоящее
время нет. Прежде были, но о них будет сказано при описании настоящего
храма.  Раскольников и сектантов в
приходе села Червонное не было и нет.
Все
прихожане занимаются исключительно земледелием, чему способствует и почва.
Урожай
хлебов несмотря на недостаточность удобрения в крестьянских хозяйстве средний,
а иногда бывает годами и хороший. Обрабатывается земля самым простым способом,
иногда даже небрежно и несвоевременно. Земли у крестьян своей недостаточно,
почему….. хлеба, необходимое для прокормления семьи. Кроме ржи, овса, ячменя
сеют ещё гречиху, лен и коноплю, но все это в самом ограниченном количестве,
необходимом для крестьянского хозяйства.
Специально
льноводством и огородничеством в приходе не занимаются. Огороды если и бывают в
приходе, то в руках арендаторов – евреев.
Лесной
промысел за недостатком леса тоже почти не существует. Все бывшие леса тоже
скуплены были евреями на сруб. Только некоторые из зажиточных крестьян скупают
берёзовые рощи на дрова, которые и сбывают в город Смоленск. За недостатком
земли хлеба у крестьян мало; так что редкий крестьянин, у которого хватает
своего хлеба для прокормления семьи; по большей же части хлеба своего у них не
хватает и они прикупают на стороне у землевладельцев. На уплату всех
повинностей, следовательно хлеба не приходиться продавать; почему крестьяне
принуждены бывают зарабатывать на стороне различными способами. В больших
семьях, где рабочих рук много некоторые уходят на заработки или в Смоленск или
же идут в Ригу и Москву.
Но этот
отхожий промысел мало помогает, так как на этот промысел идут молодые, которые
весь свой заработок стараются  прожить
сами, а домой высылают очень редко. Более существенным заработком крестьян
является  местный заработок на лошадях.
Обычно крестьяне за недостатком своей земли берут землю у владельцев с половины
или обрабатывают за деньги. Другим заработком является зимой извоз. Из лесов,
снятых на сруб, крестьяне возят лесной материал в город  по преимуществу шпалы, доски и уголь. Но не
смотря на этот заработок, крестьяне живут в общем бедно. Причина этого
заключается во-первых в том, что земли не имеют, а живут только на надельной
земле и надельной-то земли на двор приходится очень мало. Если только в семье
есть два мужчины, то непременно делятся, и от этого происходит то, что один
работник с малолетними детьми живёт на одном наделе земли, что составляет от
3,5 до 4 десятины земли. Скота он держит мало, так как с такого количества
земли много прокормить не в состоянии. Травосеяние среди крестьян ещё не
привилось; только и есть во всем приходе одна деревня Образово, крестьяне (Л.
152) хозяева которой вот уже третий год сеют клевер, для чего отделили деревней
отдельное поле. За недостатком корма – недостаток скота, да и тот скот, который
имеется, всегда бывает какой-то тощий – плохой кормилец семьи крестьянина.
Второй причиной бедности крестьян, конечно, некоторых, является «всероссийское
горе» – пьянство. Крестьянин постоянно пьянствовать не может за неимением
постоянно средств. Но когда у него появились деньги, то он считает своей
непременной обязанностью выпить, и выпить так, что до беспамятства, отсюда
потеря, а иногда кража – денег, лошади и прочее. Есть и такие крестьяне,
которые за неимением денег пропивают хлеб, одежду. Со времени открытия казённой
продажи вина в приходе во многих деревнях существует по домам частная потайная
продажа водки, за которую, конечно, берут гораздо дороже казённой цены. И вот в
этих частных потайных питейных принимают от крестьян за водку все: и хлеб, и
сбрую, и одежду. Бывает и так: не за что выпить, а выпить хочется; тогда
решаются на последнее средство – воровство. Крадут хлеб из амбаров, сбрую, если
придется деньги, а в особенности много уворовывается лошадей, и у кого
же– у своего соседа
крестьянина, может быть
иногда последнего кормильца его Лошадь краденую сбывают в опытные еврейские или цыганские
руки рублей за 5, а то и за четыре рубля или два, смотря по стоимости лошади. И
за эти деньги пьют. Пьянство и бедность являются причиной, как пороков и
преступлений – воровства и распущенности нравов, так и распространения болезней
и смертности среди крестьян. Чахотка, воспаление легких, французская болезнь
(сифилис) среди взрослых, оспа, скарлатина, дифтерит, круп – среди детей
распространены. В особенности много больных среди детей, которых много и умирает.
И все это по причине бедноты, нужды и горя.
Одежды недостаток, укрыться от климатических изменений нечем; иногда
одна, и та плохая, шубёнка на всю семью. Отсюда простуда и повальные заразные
болезни среди детей. В особенности скарлатина в нынешнем 1903 году много унесла
детей в могилу; так что в этом году умерших в приходе более, чем
родившихся, так например по приходу Краснинского уезда родилось 54, а умерло 61
человек, тогда как родившихся по крайней мере на треть больше бывает, чем
умерших. Для
борьбы с народными болезнями есть земские медицинские пункты (в Светлом,
Краснинского уезда и в Хохлове,
Смоленского уезда). На этих пунктах есть врачи, фельдшера, акушерки, а также и
почти бесплатные аптеки, т.е. крестьяне за лекарства платят только десять
копеек, хотя бы он получил и несколько лекарств, и даже несколько раз – по
надобности – выдают лекарства за те же десять копеек. Наплыв больных в
медицинских пунктах бывает большой, благодаря тому, что крестьяне мало помалу
начинают доверять медицинской науке. Но все-таки, крестьяне не забывают своих
местных самозваных лекарей, знахарей, бабок, дедов и костоправов. Обычно бывает
так. Заболеет кто-нибудь в семье. Отравляются прежде всего к какому-нибудь
знахарю или знахарке; берут наговорённой воды и дают больному; воде не
помогает; тогда уже везут больного на медицинский пункт. Дадут им лекарства,
расскажут им как принимать, и больного привозят домой; дают ему лекарства раз,
два – не помогает. Да ещё хорошо если родные больного запомнили как принимать
лекарства, а то бывает и так, что больной принимает все лекарство в один приём,
тогда как его нужно было принимать в течение нескольких дней. Такой приём
конечно только вред
приносит, а не пользу. Если же и правильно дают лекарство больному, то не
больше, как день; на другой же день, если больной не начал явно поправляться,
бросают лекарства и снова едут по знахарям. Изъездят всех знахарей и бабок,
какие только есть; знахари не помогут; болезнь развивается до того, что если
опять и обратиться к медицине, то уже наука не в состоянии бороться с недугом,
и в конце концов смерть больного уносит в могилу. Крестьяне думают, что
лекарство должно сразу помочь больному, облегчить его страдание,
а не постепенно; почему они и не доверяют медицинской помощи. Это недоверие
медицине, да и пороки и преступления суть следствие невежества народа. С этими
явлениями борются школы в приходе, которых в пределах прихода села Червонного
три. В самом селе Церковно-приходская школа, ………. для мальчиков и
девочек, и две земские школы – в Трудилово и в Образове – Хохлоской волости
Смоленского уезда. Число учеников и желающих учиться с каждым годом возрастает,
так что теперь в 3 школах обучается детей 160 человек. Хотя в сравнении с общим
числом детей школьного возраста от 8 до 12 лет (300 человек). Это количество
учащихся детей кажется малым, но со временем, когда школьное здание будет
расширено все дети могут иметь возможность учиться. А теперь за недостатком
помещения приходиться со стеснённым …. сказывается в приёме, так как классные
комнаты бывают битком набиты.
А иногда
бывает так, и не редко, что приходит дити в школу уже после приемных дней и с
горькими слезами просит принять его в школу. Дитя плачет, просит дать ему
уголок в школе. Желает учиться. Разве это не отрадное явление. Неужели найдутся
такие учителя и учительницы, которых не тронут эти слезы, у которых не тронется
сердце и на глазах у него не появятся слезы? Как тут отказать. Ещё если
родители просят, то пожалуй могли отказать, но если сам ребёнок дитя со слезами
просит, то его примут в школу. И действительно, несмотря на крайнюю тесноту в
классах, таких детей в наших школах принимают. И такие факты не редкость. В
особенности в Трудилове училище, где учительница  сестра помещика-попечителя школы Анна
Михайловна Петровская с любовью трудится в этой школе и умело ведёт дела
школьные. Так в Трудиловском училище буквально полно учится учеников. И
несмотря на это, бывали случаи, когда дети со слезами по несколько дней ходили
в школу с просьбой принять их. Это факт! Вообще крестьяне уже начинают любить
школу, понимают пользу учения и охотно посылают детей в школу. Общежитий, … и
приютов в школе не имеется. Библиотеки достаточно. В Трудиловской земской школе
помещается кроме школьной библиотеки и народная читальня, открытая в нынешнем
году. Желающих читать много и книги охотно берут. Состав библиотеки для
крестьян подходящий. При Червоновской церковно-приходской школе помещается
приходская библиотека, хотя эта библиотека и не богата количеством книг, но по
содержанию есть книги и даже много таких,
которые читаются крестьянами с удовольствием.
При
Трудиловской школе есть «волшебный фонарь», чтения с «волшебным фонарем» бывают
часто, ведутся учительницей чтение избираются более подходящие к пониманию
крестьян, почему крестьяне охотно посещают эти чтения.
Попечителем
этой школы состоит землевладелец сельца Трудилово дворянин Иван Михайлович
Петровский. Как попечитель школы он весьма много сделал для школы. Само здание
школы обязано своим существованием ему, благодаря его заботе о школе –
приобретением в школу «волшебный фонарь»
с картинками и …..
Так как
классная комната была мала, то в 1902 году она стараниями и заботами
Петровского расширена.
В 1903
благодаря его же Петровским заботам при школе открыта библиотека-читальня. При
Образовской же и Червоновской школах попечителей уже нет.
В годы Великой Отечественной войны деревня была оккупирована гитлеровскими войсками в июле 1941 года, освобождена в сентябре 1943 года.